# Orosz gitár
Az orosz gitár egy héthúros gitárféleség, amely a 18 – 19. század fordulóján tűnt fel Oroszországban.
Első népszerűsítője, talán feltalálója is a cseh származású Andrej Szihra (1773–1850) volt, aki mintegy ezer darabot írt erre a hangszerre. A zeneművek, átiratok előadása mellett elsősorban dalok kísérőhangszereként máig népszerű hazájában, de a világ más részein sajátos, más gitároktól élesen különböző hangolása, fogásmódja miatt nem terjedt el.

## Leírása
A test felépítése, méretei, arányai a Torres előtti spanyol gitárokhoz hasonlóak. Menzúrája is jóval kisebb mint a mai klasszikus gitároké, de a nyak itt is az oktávbundnál csatlakozik a testhez. A napjainkban használt orosz gitárok fémhúrosak, nyakuk csavaros rögzítésű, aminek előnye, hogy a nyak dőlésszöge, a húrok ideális fogólap feletti magassága könnyen beállítható. A hangolófej a klasszikus gitárokhoz hasonlóan vályús rendszerű, a behangolást a mély hangok felőli oldalon négy, a másik oldalon három húrgép teszi lehetővé.

## Játékmód
Az orosz gitáron hagyományosan ujjakkal, pengető nélkül játszanak. Hangolása alapvetően eltér a spanyol gitárétól. A nyugati gitárokon megszokott kvartokra épülő hangolással szemben a hét húr úgy van beállítva, hogy „üresen”, lefogás nélkül végigpengetve őket egy G-dúr akkordot kapunk, így: D – G – H – d – g – h – d'. Ennek megfelelően sok dúr hangzatot egyszerűen a bal kéz egyetlen ujjával, barréval (az összes húrt ugyanabban a helyzetben leszorítva) lehet lefogni. A több húr ugyanakkor azt is jelenti, hogy számos akkordnál néhányat közülük ki kell iktatni, tompítani kell, mivel azokat fizikai lehetetlenség volna az adott összhangzatnak megfelelő helyen lefogni.

## Népszerűsége
Az orosz héthúros gitár a 19. századi Oroszországban messze elterjedtebb volt, mint a spanyol gitár. A század második felétől cigány románcok kísérőhangszereként vált népszerűvé. A forradalom után, részben Andrés Segovia gitárművész vendégszereplése nyomán a spanyol gitár is polgárjogot nyert, de a populáris zenében továbbra is elsősorban a „szemisztrunkát” használták. Az 1960-as évektől, mikor a Szovjetunióban olcsón beszerezhető héthúros gitárokat a fiatalok elkezdték hathúrossá alakítani, hogy nyugati rockzenét játsszanak rajta, az eredeti orosz hangolású hangszer gitáros-énekesek, „bárdok” kezében tűnt fel. Ezek közül legismertebb Vlagyimir Viszockij és Bulat Okudzsava.

## Külső hivatkozások
- Andrey Osipovich Sikhra (1773-1850) (angolul) Archiválva 2017. május 27-i dátummal a Wayback Machine-ben